# Bellapais
Bellapais is een klein dorpje in Noord-Cyprus op ongeveer 6 km van de stad Girne. In Bellapais staat de ruïne van een dertiende-eeuwse premonstratenzer abdij.

## Bekende inwoners
- Lawrence Durrell (1912-1990), Brits dichter en auteur

## Galerij

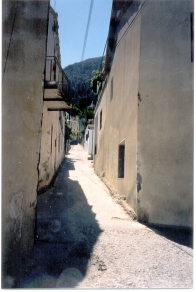
Nauwe straat in Bellapais
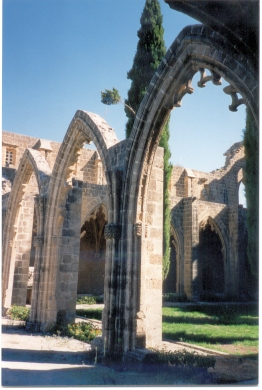
De ruïne van de abdij